# Пролысовское сельское поселение
Пролы́совское сельское поселение — упразднённое муниципальное образование в западной части Навлинского района Брянской области.
Административный центр — село Пролысово.
Образовано в результате проведения муниципальной реформы в 2005 году, путём преобразования дореформенного Пролысовского сельсовета.
Законом Брянской области от 8 мая 2019 года были упразднены Вздруженское, Пролысовское и Салтановское сельское поселения, все включённые в Алешенское сельское поселение.

## Население
| 2010 | 2011 | 2012 | 2013 | 2014 | 2015 | 2016 |
| ---- | ---- | ---- | ---- | ---- | ---- | ---- |
| 545  | ↘543 | ↘531 | ↘513 | ↘503 | ↘494 | ↘485 |
| 2017 | 2018 | 2019 |      |      |      |      |
| ↘468 | ↗471 | ↘466 |      |      |      |      |

## Населённые пункты
| № | Населённый пункт | Тип     | Население |
| - | ---------------- | ------- | --------- |
| 1 | Вознесенск       | посёлок | ↗13       |
| 2 | Гавань           | посёлок | ↘108      |
| 3 | Думча            | посёлок | →18       |
| 4 | Пашеньки         | посёлок | →15       |
| 5 | Пролысово        | село    | ↘246      |
| 6 | Сытенки          | деревня | ↗113      |